# Chake-Chake

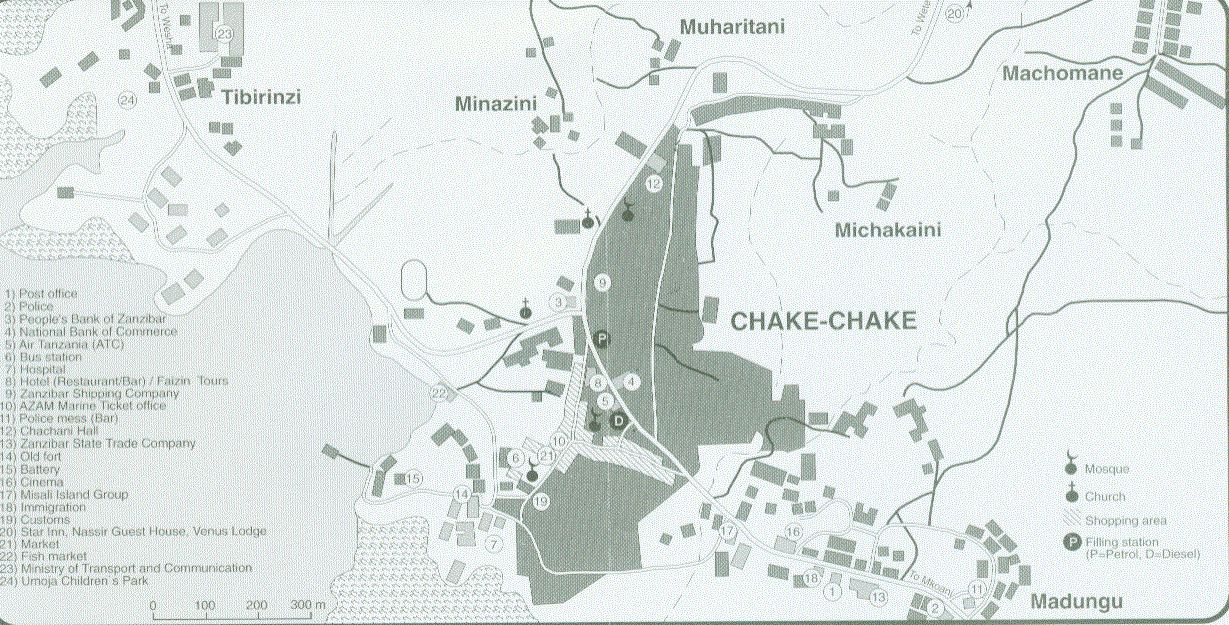
El mapa de la ciudad de Chake-Chake en Pemba.

Chake-Chake es una ciudad situada en la isla tanzana de Pemba. Es la capital del distrito de Chake Chake en la Región de Pemba Sur. Se encuentra en el centro de una profunda entrada de mar en la costa oeste llamada bahía de Chake-Chake. Chake-Chake se considera históricamente la capital de la isla de Pemba, en desmedro de la capital formal Mkoani, y es la sede de la corte de justicia de Pemba. El único aeropuerto de Pemba está 7 km al sureste de Chake-Chake. Las ruinas de Mkama Ndume están cerca del aeropuerto en el pueblo de Pujini.

## Clima
Chake Chake tiene un clima tropical, pero más templado que el de Tanzania continental o de la isla de Unguja. La temperatura media en Chake Chake es de 25.5 °C. La precipitación media anual es de 1364 mm.
| Parámetros climáticos promedio de Chake-Chake | Parámetros climáticos promedio de Chake-Chake | Parámetros climáticos promedio de Chake-Chake | Parámetros climáticos promedio de Chake-Chake | Parámetros climáticos promedio de Chake-Chake | Parámetros climáticos promedio de Chake-Chake | Parámetros climáticos promedio de Chake-Chake | Parámetros climáticos promedio de Chake-Chake | Parámetros climáticos promedio de Chake-Chake | Parámetros climáticos promedio de Chake-Chake | Parámetros climáticos promedio de Chake-Chake | Parámetros climáticos promedio de Chake-Chake | Parámetros climáticos promedio de Chake-Chake | Parámetros climáticos promedio de Chake-Chake |
| Mes                                           | Ene.                                          | Feb.                                          | Mar.                                          | Abr.                                          | May.                                          | Jun.                                          | Jul.                                          | Ago.                                          | Sep.                                          | Oct.                                          | Nov.                                          | Dic.                                          | Anual                                         |
| --------------------------------------------- | --------------------------------------------- | --------------------------------------------- | --------------------------------------------- | --------------------------------------------- | --------------------------------------------- | --------------------------------------------- | --------------------------------------------- | --------------------------------------------- | --------------------------------------------- | --------------------------------------------- | --------------------------------------------- | --------------------------------------------- | --------------------------------------------- |
| Temp. máx. media (°C)                         | 30.9                                          | 31.6                                          | 31.9                                          | 30.1                                          | 28.9                                          | 28.5                                          | 27.8                                          | 28.1                                          | 28.8                                          | 29.7                                          | 30.2                                          | 30.8                                          | 29.8                                          |
| Temp. media (°C)                              | 26.8                                          | 27.1                                          | 27.4                                          | 26.3                                          | 25.3                                          | 24.6                                          | 23.7                                          | 23.7                                          | 24.1                                          | 25.0                                          | 25.9                                          | 26.6                                          | 25.5                                          |
| Temp. mín. media (°C)                         | 22.8                                          | 22.7                                          | 22.9                                          | 22.6                                          | 21.8                                          | 20.7                                          | 19.7                                          | 19.3                                          | 19.5                                          | 20.3                                          | 21.6                                          | 22.5                                          | 21.4                                          |
| Lluvias (mm)                                  | 86                                            | 71                                            | 134                                           | 304                                           | 291                                           | 74                                            | 42                                            | 27                                            | 21                                            | 54                                            | 129                                           | 131                                           | 1364                                          |
| Fuente: Climate-Data.ORG                      |                                               |                                               |                                               |                                               |                                               |                                               |                                               |                                               |                                               |                                               |                                               |                                               |                                               |